# Sân bay Abdul Rachman Saleh
Sân bay Abdul Rachman Saleh (IATA: MLG, ICAO: WARA, tên trước đây WIAS) là một sân bay ở Malang, thành phố lớn nhất ở tỉnh Đông Java của Indonesia. Sân bay này có hai đường băng rải asphalt.

## Các hãng hàng không và các tuyến điểm
Hiện có các hãng hàng không sau đang hoạt động tại sân bay Abdul Rachman Saleh:
- Garuda Indonesia (Jakarta)
- Sriwijaya Air (Jakarta)